# Erich Hoepner
Erich Hoepner (14. september 1886 – 8. august 1944) var en tysk general under anden verdenskrig, kommandør for Panzergruppe 4 med udmærkelsen Jernkorsets Ridderkors, men senere henrettet for sin deltagelse i det fejlslagne attentat på Hitler i 1944.

## Levned
Hoepner blev født i Frankfurt an der Oder i Brandenburg og gjorde tjeneste som kavaleriofficer under første verdenskrig. Han blev i Reichswehr under Weimar-republikken og udnævnt til general i 1936. Hoepner var en tidlig fortaler for pansret krigsførelse, og blev forfremmet til generalløjtnant og chef for 16. Panzer Armee i 1938.
Selv om Hoepner var modstander af betingelserne i Versailles-traktaten, deltog han i 1938 i planlægningen af general Ludwig Becks kupforsøg. Hoepners mænd skulle holde SS i skak, straks hæren havde arresteret Hitler. Planen mislykkedes, dog uden at nazisterne fattede mistanke.
Hoepner, der ofte blev kaldt der alte Reiter (= den gamle rytter/kavalerist) og anførte styrker under felttoget i Polen (1939) og slaget om Frankrig (1940), som indbragte ham Jernkorsets Ridderkors. Han blev forfremmet til generaloberst i 1941 og var chef for 4. Panzer Armee ved invasionen af Sovjetunionen. Hoepner ledede angrebet på Moskva, og delte helhjertet Hitlers ønske om krig mod jøder og slavere med udsagn som "Krigen mod Rusland er en vigtig del af det tyske folks kamp for at eksistere." Men da han å sig nødt til at trække sine tropper tilbage under det voldsomme slag om Moskva, blev han prompte frataget sin post. Efter protester fra andre i hæren fik han imidlertid lov til at trække sig tilbage med pension.
Ligesom andre konservative modstandsfolk havde Hoepner frygtet, at Hitlers strategiske beslutninger ville føre til Tysklands undergang. Efter slaget om Frankrig lod frygten til at være ubegrundet, og Hoepner blev mindre kritisk. Det var først efter at operation Barbarossa var kørt fast foran Moskva, og han selv ydmygende fyret af Hitler, at han igen blev aktiv.
Hoepner deltog i 20. juli-attentatet i 1944 og arresteret, efter at attentatforsøget slog fejl. Han blev torteret af Gestapo, fik en summarisk rettergang ved den notoriske folkedomstol Volksgerichtshof, og blev dømt til døden. Han blev hængt nøgen i Berlins fængsel i Plötzensee.
Også generalens familie fik det hårdt. Under den nazistiske praksis Sippenhaft, hvorved slægten hæftede for den enkeltes fejltrin, blev hans kone, datter, søn (major i hæren), bror og søster arresteret. Kvinderne blev sendt til Ravensbrück koncentrationslejr. Søsteren blev snart løsladt, men fru Hoepner og hendes datter sad i den berygtede Strafblock i fire uger. Hoepners søn sad først fængslet ved Küstrin og derefter i Buchenwald koncentrationslejr.
Hoepners deltagelse i 20. juli-attentatet medførte, at han i 1956 fik sit gamle gymnasium i Berlin-bydelen Charlottenburg-Wilmersdorf opkaldt efter sig; men i 2008 besluttede Erich-Hoepner-Oberschule at skifte navn med tanke på Hoepners deltagelse i Hitlers krig.